# Mbo (peuple du Cameroun)
Pour les articles homonymes, voir Mbo.
Ne doit pas être confondu avec Mbo (peuple de la République démocratique du Congo).
Les Mbo sont un peuple bantou d'Afrique centrale descendant du grand groupe Ngoh ni Nsongo'o établi dans trois régions du Cameroun : Le Littoral, l'Ouest et le Sud-Ouest. 
Les Mbo'o sont la composante d'une branche de la famille Ngoh ni Nsongo établie dans le canton Mbo'o à Mbouroukou dans  l'arrondissement de Melong et dans le canton Sanzo dans l'arrondissement de Santchou.
Mais de manière générale, le nom Mbo'o désigne tous les descendants de la famille Ngoh ni Nsongo'o. Il s'agit en réalité d'un même peuple avec les mêmes habitudes culturelles et linguistiques.
Les Mbo sont extrêmement pauvres. Ils n'ont pas accès aux traitements médicaux et il n'y a donc pas de dépistage et de conseil en matière de VIH, bien que le VIH/SIDA soit répandu.

## Ethnonymie
Selon les sources, on observe quelques variantes : Mboo, Mbos, Sambo.

## Langue
La langue des Mbo est le mbo, une langue bantoue dont le nombre de locuteurs était estimé à 45 000 en 1995.